# Ібіс-довгохвіст
Ібіс-довгохвіст (Cercibis oxycerca) — вид пеліканоподібних птахів родини ібісових (Threskiornithidae).

## Поширення
Птах поширений на півночі Південної Америки на схід від Анд. Трапляється у Венесуелі, Східній Колумбії, Південно-Західній Гаяні, на півночі Бразилії та у Суринамі. Природним середовищем існування є сезонно вологі або затоплені субтропічні або тропічні луки на висотах до 300—500 метрів над рівнем моря.

## Опис
Це відносно великий ібіс завдовжки 75–86 см. Самці трохи більші за самиць. Самці також мають довший дзьоб (15—16 см). Птах відрізняється своїм надзвичайно довгим хвостом, найдовшим серед усіх видів ібісів; хвіст сягає 25—30 см завдовжки у самців і 25—27 см у самиць.
Оперення переважно чорне із зеленуватим блиском і з фіолетовими відтінками на верхній частині спини, шиї, крилах і хвості. Область чола і щік може бути сірувато-коричневою. Сіра смуга простягається від ока від нижньої щелепи. Горло жовтувато-помаранчеве. Дзьоб, ноги, пальці ніг і гола шкіра на обличчі помаранчево-червоні.